# التانیرا
التانیرا (به پرتغالی: Altaneira) یک سکونتگاه مسکونی در برزیل است که در سئارا واقع شده‌است.

## خصوصیات
التانیرا ۶٫۸۵۱ نفر جمعیت دارد.